# Pompeia (esposa de Juli Cèsar)
.
Pompeia (en llatí Pompeia) va ser la filla de Quint Pompeu Ruf (fill de cònsol del 88 aC) i de Cornèlia Cinnila, filla de Luci Corneli Cinna. Es va casar amb Juli Cèsar l'any 67 aC, un any després que Cèsar hagués enviudat.
L'any 63 aC Cèsar va ser escollit pontífex màxim amb residència oficial a la Via Sacra. El 62 aC Pompeia va celebrar el festival de la Bona Dea, en aquest lloc. En aquestes festes cap home podia entrar a l'edifici. No obstant el jove Publi Clodi Pulcre va aconseguir entrar disfressat de dona, sembla que per seduir a Pompeia. Clodi va ser perseguit per sacrilegi, però no es van presentar proves concretes i va ser absolt.
El matrimoni es va divorciar l'any 61 aC i Cèsar va dir allò tan famós que la seva dona no solament havia de ser honrada sinó a més a més havia de semblar-ho (o "la meva dona no pot estar sota sospita").